# Lista de cantos da Odisseia
Este é um  resumo da lista de cantos da Odisseia, poema épico de Homero (século VIII a.C.).
São usados os nomes gregos e não os nomes latinos dos deuses e personagens, porque a obra é grega. Assim usa-se Odisseu em vez de Ulisses, Zeus em vez de Júpiter, Atena em vez de Minerva (em algumas versões, Palas Ateneia), Hermes em vez de Mercúrio, etc. 

## Canto I
- Invocação à musa. Assembleia dos deuses. Exortação de Atena a Telémaco. Festim dos pretendentes.

Prólogo e invocação à musa.
Odisseu está retido na Ilha de  Calipso. Os deuses, na ausência de Poseidon (que odeia Odisseu), reúnem-se em concílio e decidem que Odisseu deverá voltar à sua terra natal (Ítaca). 
Atena disfarça-se de mendigo e vai falar com Telémaco para que este parta em busca de novas de seu pai.  Os pretendentes de Penélope estão em festim, abusando da hospitalidade da casa.

## Canto II
- Assembleia dos itacenses. Telémaco parte em procura do pai

Telémaco convoca a assembleia de Ítaca para que lhe aparelhem um barco para poder ir em busca de alguma notícia de seu pai. Discurso de Aegipo. Telémaco queixa-se do comportamento dos pretendentes. Antinous replica culpando Penélope. Telémaco replica e invoca a ajuda de Zeus. Eurímaco replica-lhe. 
Disfarçada de Mentor, Atena, aparece a Telémaco e promete-lhe ajuda e acompanhamento. 
Telémaco vai a casa, pede a Euricleia que lhe prepare provisões para a viagem. Atena providencia um barco e ambos partem (Telémaco e Atena).

## Canto III
- Estadia de Telémaco em Pilo

Em Pilo, Telémaco fala com Nestor. Nestor narra a Telémaco a viagem de volta da Guerra de Troia, mas nada sabe sobre o paradeiro de Odisseu. Emprestam, então cavalos a Telémaco para sua viagem, é acompanhado por Pisístrato, filho de Nestor. Atena desaparece.

## Canto IV
- Estada de Telémaco na Lacedemónia (Esparta)

Telémaco e Pisístrato chegam à Lacedemónia, terra de Menelau. Após narrar seu retorno de Troia diz que ouviu do Velho do Mar, Proteus, que Odisseu ainda estaria vivo em uma ilha. Em Ítaca os pretendentes planejam matar Telémaco durante sua volta. Atena aparece em um sonho para Penélope na forma de sua irmã, Iftima, para acalmá-la.

## Canto V
- A ilha de Calipso. A jangada de Odisseu.

Odisseu está preso na ilha da ninfa Calipso. Apesar de bem tratado Odisseu tem saudades da sua família.
Atena fala com Zeus acerca das mágoas de Odisseu. Hermes é enviado por Zeus para interceder junto de Calipso em favor de Odisseu. Hermes não encontra Odisseu na gruta de Calipso, este encontra-se junto ao mar olhando o infinito nostalgicamente. Hermes convence Calipso a libertar Odisseu. Ela lamenta-se porque o ama e lhe tinha prometido torná-lo num imortal. Concorda em lhe ajudar a fazer uma jangada. Odisseu, apesar de sua esposa (Penélope) ser uma mortal, quer ir ter com ela. Antes de partir na jangada, faz amor pela última vez com Calipso. Abandona a ilha depois de receber recomendações de Calipso (que vai usar quando for descer ao Hades). 
Poseidon (o Netuno dos latinos) levanta uma tempestade para o fustigar. Ino avista-o no meio da tempestade apieda-se dele e vai em seu auxílio. Transformando-se em gaivota aparece-lhe e fala-lhe na proa da jangada. Dá-lhe um véu para o proteger. 
A jangada desconjunta-se,ele então estende o véu sobre o peito e põe-se a nadar.
Atena intercede para que os ventos se acalmem. Esteve dois dias e duas noites à deriva. Depois de conseguir não chocar com os rochedos atinge a praia a nado. 
Faz as preces ao espírito do rio. Deita-se na floresta cobrindo-se de folhas. Adormece num sono profundo providenciado por Atena.

## Canto VI
- Chegada de Odisseu ao país dos Feácios. Nausícaa

Odisseu ( ou Ulisses ) está a dormir. Entretanto Atena entra num sonho de Nausícaa e diz-lhe para ir lavar a roupa ao rio. Quando Nausícaa acorda dirige-se ao rio com as servas para lavar a sua roupa nos lavadouros do rio. Atena induz Nausícaa e as servas a fazerem um jogo atirando uma bola umas às outras. Odisseu acorda. Questiona-se onde estará. Ele aproxima-se de Nausícaa, esta não foge dele, apesar de estar nu (Odisseu, enquanto nadava para terra, viu-se obrigado a libertar-se das armas e das roupas para estas não pesarem). Odisseu põe-se na posição do suplicante para Nausícaa. Ela acede-lhe gentilmente às súplicas. As servas de Nausícaa tratam de Odisseu, oferecem-lhe um manto e uma túnica, e óleo para ele untar o corpo depois de se banhar no rio. Depois dão-lhe comida e bebida. 
Nausícaa dá-lhe instruções para ele se dirigir ao palácio de seu pai (Alcínoo), para se atirar aos joelhos de sua mãe e suplicar-lhe ajuda. Se ele cair nas suas boas graças é certo que regressará a Ítaca porque os Feácios são ótimos construtores de barcos. No caminho passam por um bosque onde Odisseu dirige preces à deusa Atena.

## Canto VII
- Entrada de Odisseu no palácio de Alcínoo

Nausícaa chega a casa. Odisseu fica a rezar a Atena. Vai a caminho da cidade dos Feácios e encontra uma garota que não é mais do que Atena disfarçada. Odisseu pergunta-lhe onde fica o palácio de Alcínoo. Ela dá-lhe as indicações. Odisseu segue envolto numa nuvem providenciada por Atena para que os habitantes da Feácia não o vejam, porque estes são muito agressivos para com os estrangeiros. Odisseu fica maravilhado à porta do palácio, ele que anda há tanto tempo longe da civilização. Odisseu entra no palácio e lança-se aos pés de Areta. Suplica-lhe que o ajude a voltar a Ítaca. Senta-se humildemente na cinza e aguarda. Um velho, Euqueneu, toma a palavra e intercede por Odisseu. Alcínoo oferece a Odisseu o lugar de seu filho Laodamante. Oferecem-lhe comida. Oferecem-lhe estadia. Todos se vão deitar.

## Canto VIII
- Odisseu no país dos Feácios

Alcínoo leva Odisseu até à Ágora, onde propõe que se ajude Odisseu a voltar para Ítaca. Os Feácios admiram a beleza de Odisseu. Seguem para o palácio. O aedo Demódoco é chamado e fica no meio da sala do palácio para recitar. Come-se. O aedo canta episódios da guerra de Troia. Odisseu, comovido, chora e cobre-se com um pano para não o verem. Só Alcínoo repara nisso.
Saem todos para a rua. Vão começar os jogos. Na prova de corrida Clitonéo destaca-se. Na luta Euríadalo. No salto foi Anfíalo que se destacou. Laodamante questiona se Odisseu saberá algum jogo. Euríalo desafia-o com mais arrogância. Odisseu argumenta que não quer jogar, que está cansado, e que a única coisa que o preocupa é voltar a casa. Euríalo pica-o com soberba e alude que, se calhar, Odisseu não passa de um corsário dos mares. Odisseu fica irritado. Pega num disco e atira-o mais longe que algum Feácio poderia atirar. Atena, disfarçada de homem, lê a marca. Odisseu afirma que não recusa nenhuma prova, excepto com Laodamante que é seu anfitrião. Afirma que só tem receio de ser posto à prova na corrida porque está muito quebrado pelas desventuras e naufrágios no mar. 
Apaziguador, Alcínoo diz que as palavras de Odisseu são sábias e que os Feácios não são perfeitos no pugilato nem na luta, mas que são excelentes marinheiros, corredores, dançarinos e excelentes cantores. Mostram a Odisseu as artes do canto. 
Cantam o episódio picaresco de Afrodite a trair o seu marido Hefesto com Ares (Marte). 
Hálio e Laodamante dançam. Odisseu afirma ao anfitrião que nas artes da dança não há ninguém como os Feácios. Alcínoo diz a Euríalo para pedir desculpa a Odisseu pelas provocações de há bocado. Euríalo oferece uma espada a Odisseu. Alcínoo providencia uma arca com mais presentes para Odisseu. 
As servas lavam Odisseu e untam-no com óleo. Nausícaa e Odisseu fitam-se nos olhos; ela saúda-o, para que ele não se esqueça dela e que é graças a ela que ele foi salvo. 
No banquete, Odisseu oferece um pedaço de carne ao aedo Demódoco e gaba-lhe o canto. O aedo, inspirado, canta o episódio do cavalo de Troia. E Odisseu tem outro momento de grande choro. Outra vez só Alcínoo viu as lágrimas de Odisseu, e pergunta-lhe por fim: quem é, onde é a sua terra, e como foi parar ao país dos Feácios.

## Canto IX
- Relatos de Odisseu (Cícones, Lotófagos, Ciclopes)

Odisseu vira-se para o seu anfitrião, Alcínoo e diz-lhe que vai-lhe relatar as suas aventuras. Diz-lhe quem é e de onde vem (Odisseu, Ítaca). Vai contar a sua viagem desde que partiu de Troia. Aproximou-se dos Cícones que viviam na Trácia. Aí Odisseu e os seus saquearam a cidade apoderando-se das mulheres e das riquezas. Odisseu aconselhou os seus a se retirarem mas estes ficaram a beber o vinho e a degolar bois em abundância. Os Cíclones entretanto foram chamar reforços. Contra-atacaram, rechaçando os Aqueus. Em cada nau morreram seis dos de Odisseu. Fugiram e deixaram os companheiros mortos na praia. 
Depois de nove dias de viagem arribam à terra dos Lotófagos (literalmente os comedores de lótus). Os companheiros de Odisseu queriam ficar com os Lotófagos a comer lótus que lhes provocava o esquecimento. Odisseu teve que obrigá-los a embarcarem.
Chegam à terra dos Ciclopes. Aqui dá-se um dos episódios mais conhecidos da saga de Odisseu. Os ciclopes são homens gigantescos, que vivem sem lei e são trogloditas (vivem em cavernas). Odisseu, movido pela curiosidade, quer ver e falar com um ciclope. Os ciclopes são pastores de ovelhas. E Odisseu o chão e comeu-os. Quando Polifemo dorme, Odisseu pega na espada mas depois reconsidera porque não poderia depois abrir a entrada da gruta para sair. No dia seguinte, enquanto Polifemo estava com o rebanho fora, com os seus amigos prepara uma grande vara, afia-lhe a ponta e endurece-a ao lume. Polifemo volta e come mais dois Aqueus. Odisseu oferece-lhe vinho. Polifemo pergunta-lhe o nome ele responde eu sou "ninguém". Polifemo agradece-lhe o vinho e diz-lhe que, em retribuição da bebida, vai deixar Odisseu ser o último a ser comido. Depois, toldado pelo vinho, o gigante adormece. Então Odisseu e os seus camaradas espetam-lhe a grande lança no olho. Este levanta-se aos gritos. Aparecem outros Ciclopes lá fora a perguntar-lhe o que lhe aconteceu. Ele responde fui cegado. Eles perguntam: Por quem? Polifemo responde: Por "ninguém". 
No dia seguinte os Aqueus e Odisseu penduram-se por baixo das ovelhas. Assim, o Polifemo cego que agarra nas ovelhas uma a uma para as pôr para fora, e que as tacteia por cima, não se apercebe do estratagema. Fogem assim os que sobram para as naus ancoradas. Depois de levantarem ferro, Odisseu a alguma distância da costa grita injúrias a Polifemo cego. Este num acesso de raiva atira-lhes grandes pedregulhos que quase acertam nas naus

## Canto X
- Relatos de Odisseu (Éolo. Os Lestrígones).

Quando Odisseu chega à terra de Éolo, este, vendo que Odisseu era um homem de caráter elevado, dá-lhe um saco que continha todos os ventos que os podiam incomodar durante a sua viagem, mas com a condição de nunca o abrir. No entanto, a curiosidade dos companheiros aqueus foi maior e, enquanto Odisseu dormia, abriram o saco, de onde de facto saíram todos os maus ventos para a viagem, o que provocou uma violenta tempestade. Quando a tempestade acalmou, voltaram atrás para de novo pedir ajuda a Éolo, mas este recusou de novo a ajuda, uma vez que não foram cuidadosos. Logo Éolo deduz que estes viajantes não eram queridos pelos deuses e portanto não mereciam ajuda.
Voltaram ao mar, no sétimo dia chegaram a cidadela de Lamos, em Teléfilo dos Lestrígones. Odisseu despachou uns companheiros para investigar quem ali morava. Eles desembarcaram e percorreram uma estrada lisa por onde carroças transportavam lenha das altas montanhas para a cidade. Encontraram diante da cidade uma moça com um cântaro. Era a corpulenta filha de lestrígone Antífates, que descera a fonte para pegar água. Perguntaram-lhe quem era o rei do local. Ela indicou a mansão de seu pai. Ao entrarem na mansão se depararam com uma mulher tal alta que os encheu de pavor. Ela chamou da praça o marido, o ilustre Antífates, que pensou em lhes dar um triste fim. Agarrou um dos camaradas e fez o jantar. Os outros dois companheiros correram para o barco. O rei deu o alarme na cidade e de todos os lados vinham lestrígones aos milhares, não pareciam homens e sim gigantes. Eles começaram a jogar pedregulhos que atingiam os barcos e companheiros, os fazendo em pedaços. Eles os fisgavam como peixes e levavam-nos para o seu jantar. Odisseu rapidamente cortou as amarras de seu barco e rapidamente seus companheiros rapidamente remaram. Enquanto isso os outros eram destruídos em massa. Dali prosseguíram com o coração pesaroso, mas contentes de escapar à morte, embora com a perda de companheiros queridos. Chegaram a Ilha de Eeia, onde vivia "Circe", de ricas tranças, deusa terrível, de humana linguagem. Desembarcamos e deixamo-nos ficar por ali dois dias e duas noites, devorando o coração de fadiga e tristeza.
No terceiro dia, Odisseu pegou sua lança e sua espada, subiu até o cume do monte mais próximo e de lá avistou uma casa no meio de um bosque. Retornou a seus companheiros, mas no caminho conseguiu abater um cervo. Os homens ficaram muito alegres ao vê-lo chegar com a caça e fizeram um festim de carne e vinho na praia. Odisseu só lhes contou o que vira no dia seguinte, mas os homens não ficaram animados com a ideia de explorar a ilha, pois ainda tinham muito presentes os infortúnios que passaram. Odisseu sugeriu que dividissem-se em dois grupos: um seria liderado por ele e o outro pelo denodado Euríloco, e tirariam a sorte para decidir qual dos dois exploraria a ilha. Os homens aceitaram e o grupo de Euríloco partiu a frente de 22 homens, que iam chorando temendo que lhes acontecesse o mesmo que com os outros companheiros, mortos. Numa clareira da baixada, acharam o solar de Circe, construído de pedras polidas. Rodeada de lobos e leões, por ela enfeitiçados com drogas venenosas.Eles não atacavam os companheiros de Odisseu, e sim o recebiam bem. Dentro ouviam o canto de Circe que trabalhava a tecer uma grande trama, como as deusas o fazem. O primeiro a lhe falar foi Polita, o mais caro e precioso dos companheiros de Odisseu, que disse que a deviam chamar. Ela abriu a porta e os convidou a entrar, todos entraram, menos Euríloco, que suspeitou. Serviu-lhe comidas com drogas e que provocavam esquecimento de casa, logo viraram em suínos, embora preservassem a inteligência, ficaram presos em pocilgas. Circe lhes deu comida de porcos. Euríloco voltou correndo para o barco e contou o que havia acontecido com muito nervosismo. Euríloco insistiu para que fossem embora, pois não poderiam trazer de volta os companheiros, Odisseu disse que ele poderia ali focar, mas que ele iria atrás dos companheiros. Indo ao solar de Circe, Odisseu é abordado por Hermes, da vara de ouro, que na figura de um jovem lhe dá uma erva benéfica. Ele disse que Circe lhe dará comida com uma droga, mas que não fará efeito por causa da droga que ele estava lhe dando, quando Circe quiser tanger-se com sua longa vara, ele deveria sacar de junto da coxa o gládio aguçado e fazer como se fosse atacá-la. Circe amedrontada, iria convidá-lo a se deitar com ela. Ele não deveria negá-la nada. Dito isso tirou do chão môli, que somente os deuses conseguiam arrancar. Ele vai a casa de Circe, ela lhe dá a comida, manda que vá para junto dos companheiros, ele saca a faca, ela fica com medo, pergunta sobre ele, por fim lhe convida para se deitar com ela. Odisseu recusa-se a fazer o que ela quer antes dela libertar seus companheiros.Os companheiros voltam a forma humana. Circe lhe diz que bonha o barco a seco e volte com os outros companheiros para o seu solar, ele obedece. Todos os companheiros foram com Odisseu.Ela os recebeu todos bem, comerem e beberam, e assim por 1 ano ali ficaram.Após um ano, os companheiros se reunirão e disseram a Odisseu que estava na hora de irem para casa. Odisseu foi falar para que Circe os deixa-se ir.Circe lhe diz que se assim deseja, que vá, mas que antes deve fazer outra viagem, deve ir a morada de Hades e da terrível Perséfone, a fim de consultar a alma do tebano Tirésias, o adivinho cego, cuja mente continua viva. A ele Perséfone concedeu inteligência ainda após a morte, para que só ele fosse inspirado, enquanto os outros adejam como sombras.

## Canto XI
- Relatos de Odisseu (Evocação dos Mortos)

Depois de um vento favorável providenciado por Circe, a nau de Odisseu chega ao país dos Cimérios. Depois das libações e das oferendas aos deuses, Odisseu endereça uma prece aos mortos. Odisseu dirige-se para a entrada do Inferno para descer ao mundo subterrâneo dos mortos e consultar Tirésias.
(Note-se que o reino dos mortos, o Hades, também chamado de inferno ou infernos é muito diferente do inferno dos cristãos. Os gregos não tinham a noção de Paraíso, e o reino dos mortos era um sítio onde apenas havia sombras, um resquício triste do que as pessoas foram em vida). 
Então Odisseu entra no mundo dos mortos, os seus companheiros ficam à superfície fazendo rituais para acalmar os mortos. Odisseu encontra o seu companheiro Elpenor. Encontra a sua defunta mãe Anticleia. Odisseu comove-se ante a sua aparição. Depois encontra Tirésias e recebe os seus conselhos/profecias: Posidão tentará tudo para que Odisseu não regresse a casa. Que quando encontrar os Bois de Hélio não os deve molestar, e que se o fizer grande mal acontecerá. E que quando chegar a casa grandes preocupações virão porque haverá homens que pretendem a sua esposa e que dilapidam os seus bens. Tirésias prediz ainda que Odisseu matará os pretendentes. E que acabará numa velhice opulenta e que em sua volta os povos florescerão. Tirésias retira-se para os fundos do reino dos mortos.
A mãe de Odisseu pergunta-lhe como foi ele capaz de chegar até debaixo do mundo. E se ele já se aproximou de Ítaca. Odisseu diz-lhe que lhe era necessário ir ao Hades para consultar Tirésias e que não chegou ainda a ítaca. A mãe de Odisseu diz-lhe que Penélope continua fiel no seu coração a Odisseu. E que o pai ainda vive mas está muito apagado. Odisseu tenta abraçar três vezes a mãe mas três vezes abraça só um sonho.
Depois Odisseu avista várias princesas. Entre as quais Jocasta, a mãe de Édipo. Além de Clóris, Leda, Ifimedia, Fedra, Prócris, Ariana, filha de Minos, Mera, Clémene, Erifila, Areta.
Interrompe-se o relato de Odisseu. O que nos lembra que estamos na corte dos Feácios a ouvir Odisseu contar (em analepse, ou flashback) as suas aventuras até chegar ao reino de Alcínoo.
Odisseu conta que encontrou mais personagens no reino dos mortos. Aquiles, Ájax, heróis e companheiros de Odisseu na guerra de Troia. Avista ainda Minos, Títio, Tântalo (que tinha o suplício de estar preso de pé num lago a morrer de sede sem conseguir beber). Sísifo (que levava um rochedo às costas ladeira acima que depois escorregava, e depois voltava a empurrá-lo eternamente). Depois avista Herácles (Hércules). Os mortos começam a acumular-se em volta de Odisseu com gritos medonhos e este, tomado pelo medo, e já tendo consultado Tirésias que era a razão de ter descido àquele reino, retira-se. Odisseu retira-se para a superfície e, chegando junto dos companheiros, levanta ferros.

## Canto XII
- Relatos de Odisseu (Sereias. Cila. Caríbdis. Bois de Hélios).

Odisseu manda os seus companheiros à mansão de Circe para recuperar o corpo de Elpenor. O corpo é sujeito a cremação numa fogueira. Circe, não ignorando que Odisseu regressou do Hades, trouxe-lhes carnes e vinhos em abundância. Circe dá-lhes instruções para a viagem. Vão encontrar sucessivamente as Sereias, Cila e Caríbdis. Odisseu questiona que se puder evitar Caríbdis poderia atacar Cila. Circe responde-lhe que não, que não deve estar sempre a pensar em feitos guerreiros (aconselha-lhe portanto temperança). Circe diz-lhe ainda que ele chegará a seguir à ilha da Trinácria (que quer dizer três montes, que corresponde à Sicília). Circe vai-se embora e Odisseu e os seus retomam viagem.
Odisseu, "dos mil ardis", quer ouvir o canto imortal das sereias. Que consta que são cânticos tão divinos que um mortal enlouquece e atira-se à água. Odisseu pede aos seus colegas que ponham todos cera nos ouvidos para não ouvirem o canto. Depois pede que o amarrem ao mastro e que por mais que ele suplique que não o desamarrem. Assim o inteligente Odisseu consegue ser o único ser humano que ouviu o canto das sereias e que ficou vivo para contar.
Aqui acaba o relato de Odisseu aos Feácios que ocupou todos os capítulos IX, X, XI, XII e XIII. Repare-se que isto é uma narrativa de encaixe dentro de uma história maior. A Odisseia é um poema narrativo, tendo assim algumas características do gênero romance.
- Odisseu deixa o país dos Feácios. Chega a Ítaca.

## Canto XIII
- Chegada de Odisseu a Ítaca

O barco que transportava Odisseu chega a Ítaca. Os feáceos o deixam em terra firme (este em sono profundo) junto com todos os presentes que ganhara dos feáceos. O barco retorna à sua terra, despertando a ira de Posidão por insistirem em transportar os forasteiros que em sua terra chegam, especialmente Odisseu. Poseidon fala com Zeus sobre o castigo que quer dar aos feáceos, Zeus aprova lhe dizendo:
"[...]quando o barco estiver singrando à vista de toda a cidade, convertê-lo num ilhéu junto
 da terra firme - ilhéu em forma de ligeiro barco, que cause maravilha a toda gente - e também
  rodear sua cidade com alta montanha que a esconda."
Ao ver isto, Alcínoo e todos os feáceos, tomados de medo prepararam os touros; os caudilhos e conselheiros do povo feáceo, de pé em torno de um altar, puseram-se a orar a Posidão.
Odisseu acorda sem saber onde está.
Pergunta a Atena, que, disfarçada de pastor, diz que ele está em Ítaca. Odisseu não acredita. Atena assume a forma de uma bela mulher e lhe fala. Mostra sua terra. Odisseu fica feliz por voltar. 
Atena engendra um plano para que o engenhoso Odisseu possa reaver seus bens e sua família. Primeiro faz Odisseu guardar os presentes em uma gruta que era onde ele orava para as ninfas náiades, filhas de Zeus. Depois guardados todos os presentes na gruta, Atena fecha a entrada com uma laje. Depois, Atena puxa assunto com Odisseu sobre a sua vingança contra os abusados pretendentes. Atena diz que transformará Odisseu em um mendigo repugnante, completamente diferente de sua figura, para que não seja reconhecido, mas, antes, Odisseu deve procurar o  guardião dos seus porcos, que gosta de Penélope e Telémaco, e deve contar  tudo ao porqueiro,  enquanto ela vai a Esparta para chamar Telémaco. Odisseu pergunta a Atena por que ela deixara que seu filho o procurasse sem rumo. Atena diz que cuidara dele e que  Telêmaco estava sendo bem tratado no palácio do filho de Atreu, onde é servido com abundância. Mas diz que alguns homens - os pretendentes - esperam Telêmaco de tocaia, em Ítaca. Em seguida, Atena toca Odisseu com uma vara, transformando-o em um moribundo, e vai a Lacedemônia em busca de Telémaco.

## Canto XIV
- Conversa de Odisseu com o porqueiro Eumeu

" Porém Odisseu subiu do porto por caminhos agrestes, através de um terreno arborizado por cima das serras até ao lugar onde lhe dissera Atena que encontraria Eumeu, o divino porqueiro, um dos servos mais zelosos de Ulisses." Quando ele chega, os cães recebem-no com grande alarido. Eumeu dirige-se a Ulisses e, sem o reconhecer, faz referências elogiosas ao amo que partiu e convida o visitante para o seu casebre enquanto tece considerações sobre a justiça dos homens e sobre os prejuízos que têm sido causados ao seu falecido amo. 
Eumeu mata dois porcos para a ceia do estrangeiro, polvilha a carne com cevada branca e a põe a grelhar em espetos, acompanhando, depois, a refeição com vinho doce. Eumeu profere considerações de reprovação contra o comportamento dos pretendentes de Penélope. Segue-se a vez de Ulisses falar, começando por pedir que Eumeu lhe fale sobre o amo pois, sendo ele muito viajado, talvez lhe possa dar alguma informação útil. Eumeu responde que tudo o que qualquer viajante possa dizer sobre o amo é para tirar disso benefícios e está convencido de que seu amo estava morto.
Ulisses diz-lhe - não de uma maneira vulgar, mas sob juramento - que o amo está vivo e que no decurso do mês, entre o quarto minguante e a lua nova, chegará a Ítaca. Eumeu diz que naquele momento também está preocupado com Telémaco que partiu para Pilos à procura
do pai e que os pretendentes lhe preparam uma emboscada para o regresso. 
Eumeu pede ao viajante que lhe conte as desgraças que sofreu ao que Ulisses responde
que tendo comida e vinho poderá falar-lhe sobre isso durante um ano. Inicia então um
relato fantasioso da sua vida, realçando os feitos de guerra em Ilion (Troia), Príamo, Egipto, onde Zeus esteve contra ele, Fenícia, Líbia e Creta onde pereceram todos os
companheiros tendo sobrevivido do naufrágio agarrado ao mastro da nau e sido arrastado
até Tesprócios, onde foi recolhido pelo rei, que lhe falou de Ulisses e o informou ter uma nau pronta para levar este a Dodona onde ouviria a vontade de Zeus sobre o seu regresso a casa. Ele, pobre viajante, embarcou numa nau que partia para Dulíquo e, por má deliberação da tripulação foi feito prisioneiro e pretendia vendê-lo como escravo, mas conseguiu libertar-se e fugir quando a nau atracou a Ítaca. 
Eumeu comove-se com o relato mas diz não acreditar estar Ulisses com vida. Foi recolher
os porcos, cortar lenha e matar um porco para a ceia. O viajante faz novos relatos e pediu uma capa ao que Eumeu responde que eles não tinham roupas para além das que
vestiam, mas que em breve o filho do amo passaria por ali e lhe daria roupas novas. Fez a cama de Ulisses e saiu  para ir dormir junto dos porcos. Ulisses ficou muito agradado
sobre tudo o que ouviu do porqueiro.

## Canto XV
- Chegada de Telémaco a casa de Eumeu

Atena recomenda a Telémaco que regresse a casa onde Penélope está a ser pressionada
a casar, aconselha-o como evitar a emboscada dos pretendentes e que ao desembarcar
em Ítaca  visite, em primeiro lugar, o porqueiro que levará a notícia do seu regresso à mãe. Telémaco pede auxílio a Menelau para a viagem e recebe uma oferta das mãos da mulher de Menelau, a bela Helena. Seguiu-se um jantar com carne e vinho. Enquanto conversavam uma águia voou do lado direito o que significava bom presságio que a própria Helena decifrou dizendo significar o regresso de Ulisses a casa onde castigará os pretendentes. 
Telémaco inicia o regresso por Feras, tendo passado a noite em casa de Díocles e
embarcado na manhã seguinte. Na hora do embarque aproximou-se de si Teoclímeno que
lhe fez perguntas sobre o propósito da sua viagem e lhe pediu para embarcar ao que ele
acedeu. 
Entretanto no casebre do divino porqueiro jantavam o forasteiro (Odisseu) e os outros
servos. Para experimentar Eumeu, o forasteiro pede para ir à cidade e manifesta a
intenção de visitar Penélope no palácio de Odisseu onde se proporia fazer os trabalhos em que é sabedor tais como rachar lenha, trinchar a carne e servir os vinhos. Eumeu considera a ideia perigosa e recomenda-lhe que aguarde a chegada do filho de Odisseu. O forasteiro pede que o porqueiro lhe fale dos pais de Odisseutendo sabido que Laertes está vivo, mas muito choroso pela morte da esposa e ausência do filho. Odisseupede que Eumeu conte a sua história ao que este diz ir responder no dia seguinte pois há um tempo próprio para cada coisa. Conta depois que é originário da ilha de Síria onde reinava o seu pai Ctésio. Quando criança aportou à sua ilha uma nau de fenícios com quem a sua ama, também fenícia, se entendeu para o raptar.  A ama morre na viagem e ele chega a Ítaca onde Laertes o comprou e criou com amabilidade. 
Entretanto Telémaco chega a Ítaca onde diz aos companheiros para seguirem no barco
enquanto ele irá por terra visitar uns pastores. Um falcão segurando uma pomba com as
garras voou do lado direito no que Teoclímaco vê bom augúrio. Telémaco calça as belas
sandálias e caminhou veloz a caminho da pocilga.

## Canto XVI
- Telémaco reconhece o pai Odisseu

Ao chegar na casa do porcariço os cães fizeram festa para Telémaco, 
Odisseu acompanhou o movimento do convidado com cautela, logo Odisseu viu que era seu filho que chegara. O Porcariço recebeu com muito carinho o querido Telémaco. Telémaco fala com o porcariço, o trata por paizinho devido ao carinho que este lhe tem. O porcariço conta o que está acontecendo em Ítaca, que os pretendentes continuam em sua casa. Odisseu, disfarçado de miserável acompanhava a conversa do filho.Telémaco pergunta de onde era o forasteiro(Odisseu). O porcariço lhe conta que é um viajante sem rumo e que seu destino é vagar pelas cidades(Era a história que Odisseuhavia lhe dito). Telémaco pede que o porcariço cuide do forasteiro. Odisseu pergunta por que Telémaco deixa que os pretendentes abusem de seus bens. Telémaco responde que nada pode fazer, pois há muitos nobres da região que desejam ocupar o lugar de seu pai (pela cultura da época, quando um homem poderoso fosse dado como morto a esposa deveria escolher o pretendente mais nobre para ocupar seu lugar). Telémaco, como Atena lhe disse, pede que o porcariço avise Penélope que ele chegou de Pilos e está bem. O porcariço pergunta se deve avisar Laertes também, por que o velho estava triste e solitário desde a partida do neto, Telémaco pede que peça a uma criada para avisá-lo. Eumeu vai avisar Penélope. Atena aparece para Odisseu, diz que deve dizer a verdade a Telémaco. Atena transforma Odisseuem sua antiga forma, este aparece para Telémaco que assustado pensa  ser um deus. Odisseudiz que é seu pai. Telémaco não acredita, mas Odisseuexplica que Atena o ajudou e como chegou até lá, trazido pelos feáceos. Odisseupede que Telemaco lhe conte quantos são os pretendentes e como são para poderem articular uma vingança. Telémaco teme que precisem de ajuda:
"Os pretendentes não são apenas uma dezena ou duas; De Dulíquio são cinquenta e dois moços de escol, acompanhados de seis servidores; são vinte e quatro varões de Same; de Zacinto vinte filhos de aqueus; aqui de Ítaca, doze, todos fidalgos, e com eles se acha Medonte, o arauto, mais o divino aedo e dois servidores, hábeis trinchões."
Telêmaco teme que se Odisseusozinho quiser se vingar de todos, fracassará. Odisseu pede que Telémaco veja se precisarão de ajuda, ou se Atena e Zeus lhe bastarão, e conta-lhe seu plano: mais tarde o porcariço iria levá-lo à cidade, disfarçado de velho mendigo. Telémaco não deveria interferir mesmo que maltratassem Odisseu. Pediu que ao seu sinal Telémaco pegasse as armas de guerra existentes no solar e as levasse para o fundo da sala de armas. Que se perguntarem desse uma desculpa que as armas estavam se degradando por causa da fumaça. Que ele só deixasse um par de adagas, um de lanças e um de escudos de couro à mão para eles.E que ninguém soubesse que Odisseu estava em casa, pois Odisseu iria por todos à prova. Queria saber quais realmente gostavam dele e ainda eram fiéis a sua lembrança. Telémaco teme que a ideia de Odisseu de testar um a um o povo de sua terra demore e que enquanto isso sua casa continue sendo alvo de desrespeito. Enquanto isso, Penélope ficara sabendo que o filho havia retornado. Os pretendentes vêm o barco vindo e se reúnem planejando a morte de Telémaco. Antínoo, filho de Eupites fala: quer que matem Telemaco,repartam seus bens e que Penélope  escolha com quem casará e este ficará com a casa. Porém, Anfínomoteme matar alguém de sangue nobre, prefere consultar o oráculo e se, este consentir ai sim matá-lo. A proposta agradou os pretendentes que foram até  a casa de Odisseu. Lá Penélope, como não era de costume, aparece e repudia Antínoo por planejar a morte de seu filho. Eurímaco responde-lhe que não se preocupe pois ninguém tocará em seu filho, sendo que ele próprio pensara em sua morte. Ao entardecer Eumeu voltou e Odisseu já havia posto trajes de mendigo para não ser reconhecido.

## Canto XVII
- Telémaco volta à cidade de Ítaca

Na manhã seguinte, Telémaco disse a Eumeu que iria retornar à sua casa e rever sua mãe, disse que levasse o forasteiro para mendigar na cidade. Ao chegar em sua casa, a primeira a ver Telémaco foi a ama Euricléia; ela o abraçou e ficou emocionada.Em seguida Penélope veio emocionada ao reencontro do filho, perguntou o que este soubera do pai em sua viagem a Pilos. Telémeco disse a mãe que subisse, tomasse banho e vestisse roupas limpas,e prometesse imolar hecatombes na esperança de que um dia Zeus permita a consumação de vingança. Penélope obedece. Telémaco vai para fora da casa, onde as pessoas o cercam querendo revê-lo, assim como os pretendentes que fingiam afetividade por ele. Encontra Pireu, que disse-lhe que buscasse os presentes que recebera de Menelau, que ele estava guardando em sua casa. Telémaco diz que prefere que eles fiquem com Pireu por enquanto, com medo que os pretendentes o matassem e se apoderassem dos bens. Telémaco e o forasteiro banham-se, conversando com Telémaco,Penélope deseja saber o que lhe disseram sobre o regresso de Odisseu, Telémaco lhe conta de sua viagem. Como foi bem recebido na casa de Nestor, por Menelau (onde viu a bela Helena), conta que ouviu que de Menelau que Odisseu estava prisioneiro na Ilha de Calipso e não conseguia voltar a Ítaca. Após essa notícia Telémaco voltou para casa. O forasteiro porém lhe diz que interpretou no voo de uma ave que avistou que Odisseu já estava em sua terra. Penélope tem esperanças. Os pretendentes jogam. A noite chega, é hora do jantar, os pretendentes vão comer o banquete na mansão. O porcariço e Odisseu apressam-se para chegar logo à cidade. Ao chegarem, viram Melântio que ia levando cabras para o banquete dos pretendentes. Para surpresa de Odisseu, este lhes despreza e ofende, chegando a dar um pontapé nas nádegas de Odisseu, que nada pôde fazer. O porcariço o defende e diz que Odisseu deveria voltar, mas Melântio ainda diz que ficaria feliz se Telémaco também morresse.Chegaram a casa, onde o banquete estava sendo servido

## Canto XVIII
- Pugilato de Odisseu e de Iro

Iro insulta Odisseu. Os pretendentes combinam um combate entre os dois mendigos. Todos se surpreendem quando Odisseu tira a camisa e mostra um corpo bastante musculado.Odisseu aplica uns golpes,e parte o queixo a Iro.

## Canto XIX
- Conversas de Odisseu com Penélope. O banho de pés.

Depois de os pretendentes terem saído, Odisseu manda que seu filho esconda as armas que houver no palácio. Atena guia-o, empunhando um facho. Penélope repreende a escrava Melanto, por haver insultado o mendigo. Penélope interroga o estrangeiro acerca de sua naturalidade e, perante recusa dele em responder, insiste de novo. Odisseu acaba por condescender: Penélope ouve com emoção a narrativa do hóspede, que declara ter visto Odisseu em Creta. A rainha põe à prova a sinceridade do mendigo, que lhe anuncia o próximo regresso de Odisseu. Penélope ordena à velha Euricleia que lave os pés do mendigo. Euricleia reconhece Odisseu por uma ferida que ele tem na perna. Odisseu intima-lhe que guarde silêncio. Penélope conta a Odisseu um sonho que parece anunciar o regresso do esposo. Propõe-se com a aprovação do mendigo, estabelecer um concurso entre os pretendentes: casará com o vencedor.

## Canto XX
- Preparação para o massacre dos pretendentes

Odisseu não consegue dormir. Sente-se tentado a punir as escravas, mas contém-se e contemporiza. Atena adormece-o. Penélope lamenta sua desgraça. Odisseu pede a Zeus que lhe envie dois presságios: sua prece é atendida. Telêmaco dirige-se à assembleia. As escravas procedem a limpeza da casa; os pastores chegam, trazendo suas vítimas. O Cabreiro Melântio quer expulsar de casa o estrangeiro; o pastor Filécio interessa-se pelo infeliz estrangeiro e fala-lhe de Odisseu em termos comoventes. Um sinistro presságio inquieta os pretendentes, que desistem do projeto de matar Telêmaco. Este fala, como dono da casa: ninguém insultará impunemente seu hóspede. Sacrifício e refeição. Agelau exorta os pretendentes a que se mostrem calmos; e aconselha Telêmaco a apressar o casamento de sua mãe. Teoclímeno, hóspede da casa, levanta a voz e prediz a desgraça que impende sobre os pretendentes. Aproxima-se a hora do castigo.

## Canto XXI
- O arco de Odisseu.

Penélope propõem o desafio aos pretendentes de casar-se com aquele que conseguir armar o antigo arco de Odisseu e atirar uma flecha através de doze machados. O primeiro a tentar sem sucesso foi Telémaco, seguido dos pretendes a casar com sua mãe. Odisseu, ainda disfarçado de mendigo, conversa com o boieiro e o porqueiro, constata que tem a lealdade de ambos e aos dois revela sua identidade. Odisseu combina com os dois escravos para que um lhe entregue o arco em posse dos pretendentes e outro tranque as portas para que ninguém possa sair do local. Após uma discussão sobre dar o arco ao mendigo para que ele o tente armar, Telémaco manda sua mãe de retirar para seus aposentos, levando junto as escravas. Odisseu arma o arco sem nenhuma dificuldade e atira certeiramente por entre os doze machados, após isso, faz um sinal a seu filho, Telémaco, esse que se prepara para a chacina.

## Canto XXII
- O Massacre dos Pretendentes.

Odisseu dá início ao massacre dos pretendentes atirando uma flecha e matando Antínoo. Após isso, o herói revela sua identidade, e todos ali presentes sentem profundo terror. Eurímaco propõem que ele e o restante dos pretendentes restituam Odisseu dos bens consumidos, este respondendo negativamente que a morte os espera. Os pretendentes partem para cima de Odisseu. Telémaco busca para o pai lanças, um escudo e um elmo. O cabreiro busca as mesmas armas para os pretendentes. Atena aparece e decide colocar a prova a força e a coragem de Odisseu. Odisseu e seus aliados dão combate aos pretendentes. O massacre continua até os pretendentes estarem todos mortos. Odisseu manda buscar a anciã Euricleia e a pergunta quais escravas foram desonrosas e quais são inocentes, esta acusa doze das escravas que foram enforcadas em seguida por Telémaco.

## Canto XXIII
- Penélope reconhece Odisseu

Euricleia vai acordar Penélope, diz que seu esposo se encontrava na casa:
“Acorda Penélope, querida filha, para veres com os teus olhos o que desejaste dia após dia. Odisseu voltou e está em casa; tardou, mas veio e exterminou os arrogantes pretendentes, que afligiam sua família, devoravam sua fortuna e oprimiam seu filho.”
Penélope diz que Euricleia está insana e lhe causou de ter ela lhe acordado dos melhores dos sonos que já teve. Euricleia diz-lhe que Odisseu era o forasteiro e que Telêmaco já sabia, mas guardava segredo para que o pai se vingasse. Penélope dá um salto da cama alegre. Euricleia diz como Odisseu matou os pretendentes:
“Não vi nem perguntei; apenas ouvi o gemido dos que iam morrendo. Nós outras sentávamos apavoradas no fundo dos bem construídos aposentos, fechadas sobre nós as bem ajustadas portas, até que Telêmaco, o teu filho, mandado do salão pelo pai, veio chamar-me. Deparei então, Odisseu de pé cercado dos corpos dos mortos; estes, em seu redor, jaziam amontoados uns sobre os outros no chão duro. A cena houvera de aquecer-te o coração. Agora se acham todos empilhados às portas do pátio e Odisseu, ocupado com a defumação da bela casa pelo enxofre, acendeu um grane fogo e mandou-me aqui chamar-te. Vem portanto, a fim de pordes ambos o coração na senda da alegria, pois que muita adversidade sofrestes. Hoje, enfim, vosso longo desejo se realiza; ele regressou vivo ao lar, encontrou-vos no solar, a ti e ao filho, e tomou vingança em sua própria casa de todos os pretendentes causadores de tanto mal.”
Penélope se nega a acreditar que é Odisseu, diz que certo algum deus teria matado os pretendentes “sofreram, pois, o mal de seus próprios desatinos. Odisseu perdeu seu regresso de longe da Aqueia e pereceu ele próprio”. – disse Penélope. 
Euricleia fala da  cicatriz de Odisseu. Elas descem dos aposentos superiores. Penélope está confusa, não sabe em que acreditar. Penélope vai ao encontro de Odisseu. Telêmaco reclama por que a mãe não reconhece o esposo. Penélope diz que se aquele for Odisseu ela saberá. Odisseu fala para Telêmaco meditar sobre os pretendentes que haviam matado (os moços de melhor linhagem de Ítaca). Disse para lavá-los, por túnicas e que as servas os vestissem com roupas escolhidas. Que o aedo (poeta) toque a sua lira para que ninguém desconfie da matança antes deles irem para a fazenda. “Lá pensaremos que socorros o deus do Olimpo nos há de proporcionar” – disse Odisseu. Eles obedecem as ordens. Os que estavam fora da mansão acreditam ao ouvirem a música, que Penélope havia desposado enfim algum dos pretendentes, alguns até a julgam por não ter esperado por Odisseu!
A despenseira banhava e untava de óleo Odisseu. Atena o embelezou (parecia um deus). Depois foi ao encontro de Penélope.
Odisseu diz que Penélope tem o coração mais duro de todas as mulheres, ele diz que irá se deitar sozinho . Penélope pede para que Euricleia leve a cama feita por ele para fora para ele dormir (“Penélope arma essa armadilha para ver se aquele era mesmo Odisseu). Odisseu se sente ofendido com tais palavras e pergunta quem teria mudado seu leito de lugar, pois ele conta como ele mesmo o fez com muito esforço e que seria necessário um deus a mudá-la de lugar ou alguém cortar o tronco de oliveira que a sustenta. Penélope então se convence que aquele é Odisseu; pede desculpas, mas lhe explica que não queria mais se enganar. Odisseu fala sobre as futuras provações que passarão ainda, profetizadas por Tirésias (no Hades). Odisseu e Penélope vão para a cama. Telêmaco, o vaqueiro e o porcariço param a música do aedo e se deitam. Odisseu conta por tudo (relata resumidamente por todos povos e desgraças passou) que passou enquanto esteve fora, assim como Penélope. Amanheceu mais tarde (devido aos deuses que deixaram o casal mais tempo juntos na cama), Odisseu diz que irá ver seu pai Laertes com o porcariço, Telêmaco e o vaqueiro

## Canto XXIV
O mensageiro Hermes convida as almas dos pretendentes a entrar no Hades (espécie de inferno). Odisseu sai em busca de Laerte, seu pai. Convence-o de que é seu filho pela cicatriz na perna e pela descrição do pomar de Laerte. Ocorre o reconhecimento e ambos festejam.
Hermes de Cilene ia chamando a alma dos pretendentes, que o seguiam dando gritos. Por fim chegaram ao Vergel dos Asfódelos, onde habitam as almas, espectros dos finados. Almas ali presentes: Aquiles, Antíloco, Ájax, Agamêmnon. Aquiles fala a Agamêmnon, Aquiles lamenta a morte dele, em sua casa (foi morto em Ítaca pelo amante de sua esposa após regressar de Troia). Já Agamêmnon fala do glorioso enterro de Aquiles (onde veio sua mãe do mar com as nereidas, assim como as nove musas) choraram por 17 dias , fizeram oferendas, ele foi cremado em roupas de deuses. Retoma os eventos dizendo que Aquiles sempre será lembrado, enquanto ele existir, enquanto ele nada ganhou com a guerra, e ainda ao voltar para casa foi morto por Egisto.
Argeifontes traz as almas dos pretendentes  ao vê-los Agamêmnon e Aquiles foram ao encontro deles. Agamêmnon reconhece Anfimedonte (um dos pretendentes) e lhe pergunta o que houve. Anfimedonte explica o que houve (desde o começo). 
Odisseu chega a fazenda de Laertes.
 “Quando o avistou acabado de velho e com grande tristeza na alma, o divino Odisseu atribulado parou sob uma alta pereira, derramando lágrimas. Hesitou em seguida, no fundo do coração, entre ir abraçar e beijar o pai,contando-lhe por miúdo como viera e chegara à terra pátria, ou interrogá-lo primeiro e submetê-lo a provas minuciosas. Refletindo, pareceu-lhe melhor partido experimentá-lo primeiro com desaforos. Tomada essa decisão, o divino Odisseu caminhou direto a ele. Laertes estava de cabeça curvada cavando ao redor duma árvore.”
Para lhe testar, Odisseu vai de encontro a Laertes, pergunta quem é o seu dono, diz que parece mal cuidado por seu patrão, mas que Laertes é muito esforçado, sendo assim seu senhor injusto. Odisseu lhe canta mais uma de suas engenhosas mentiras a fim de lhe por à proa. Disse-lhe que certa vez hospedou em sua casa um homem, forasteiro, vindo de longe, disse que era de família itacense e que seu pai era Laertes, lhe deu muitos presentes como de costume. Laertes lhe diz que ele está mesmo em Ítaca, porém os homens insolentes se apossaram dela(os pretendentes). Laertes lhe perguntou quando havia estado com seu filho mal-afortunado (que havia passado por tantas desgraças). Laertes lhe fez várias perguntas sobre a origem daquele homem. Odisseu diz que viu o filho de Laertes (ele mesmo) pela última vez a 5 anos e que ele zarpou em paz ele esperava que trocassem presentes no futuro. 
Laertes entristeceu. Odisseu se comoveu e lançando-se a ele, abraçou-o e beijou-o e disse que ele era seu filho e que havia matado os pretendentes. Laertes pede uma prova  Convence-o de que é seu filho pela cicatriz na perna e pela descrição do pomar de Laerte. Laertes desmaia em seus braços de tanta emoção.Laertes teme a vingança dos familiares dos pretendentes mortos. 
Odisseu diz-lhe para não se preocupar com aquilo agora, que pediu para Telêmaco, Vaqueiro e o porcariço lhes prepararem uma refeição. A serva Sícula banhou e untou Laertes; Atena o tornou mais alto e encorpado que antes. Eles comeram. Aparece o velho Dólio e seus filhos. Sícula, a mãe deles e quem cuidava de Laertes, havia ido chamá-los. Eles reconhecem Odisseu, Dóliio festeja sua volta, pergunta se Penélope já sabe.
Na cidade, o mensageiro Boato, contava sobre a chacina dos pretendentes. Uma multidão vinda de todas as partes foi para frente da casa de Odisseu. Cada qual tirava da casa os seus mortos e sepultava-os; mandavam os de outras cidades para suas casas de barco.....iam se juntando na praça com luto no coração. Formou-se uma assembleia, primeiro falou Eupites, pai de Antínoo ( o 1° a ser morto), ele diz que é preciso uma vingança pelas mortes dos parentes. Nisso sai da mansão o aedo (um dos únicos que sobreviveram ao massacre no salão) e Medonte que lhes diz que foi com o consentimento dos deuses que Odisseu matou os pretendentes, que via ao lado dele um deus parecido com Mentor. A multidão se apavora, o ancião Haliterses lhes fala, disse que os pretendentes morreram devido ao desrespeito com a casa de Odisseu e que os outros (eles) não deveriam procurar vingança, pois essa seria a sua desgraça. 
Mas mais da metade dos que ali estavam, seguindo Eupites foram pegar suas armaduras, iam se vingar de Odisseu. Entretanto, Atena interpelou a Zeus, perguntou sobre o que acontecerá com Odisseu, Zeus responde:
“Agora que o divino Odisseu tomou, afinal, vingança dos pretendentes, que, depois de solenizarem um juramento fidedigno, reine ele toda a vida e nós, por nossa vez, releguemos ao esquecimento o morticínio dos filhos e irmãos para que se estimem mutuante como antes e sobeje riqueza e paz.”
Assim Atena desceu do Olimpo.
Na casa de Laertes após todos comerem, Odisseu pede que vejam se eles estão vindo (os familiares dos pretendentes, que ele já aguardava). Um filho de Dólio avisa que estão perto, que peguem as armas depressa. Assim, os 4 de Odisseu ( Telêmaco, o vaqueiro, o porcariço, Laertes) Dólio e seus 6 filhos se armaram e abriram as portas saindo.Odisseu ia à frente. 
Acercou-se deles Atena disfarçada de Mentor. Ao vê-la Odisseu diz a Telêmaco que é sua vez que honrar o nome da família. Telêmaco diz que assim o fará, Laertes se alegra ao ver os homens da família juntos. Atena ordena que Laertes atire bem alto a sua lança, ele acerta Eupites, que morre. Odisseu e Telêmaco matam vários da primeira fila e matariam todos se Atena não interferisse.
“Sustai, itacenses, a penosa batalha, para que vos possais separar quanto antes sem derramamento de sangue.”
Assim falou Atena, e um pálido terror se apossou deles, que, deixando cair as armas no chão, vão à cidade com desejo de viver.
“Então, por fim, o filho de Crono vibrou um raio fumerante, que caiu diante da deusa de olhos verde-mar, filha de um pai poderoso. Disse, então, Atenas, deusa de olhos verde-mar, a Odisseu:

- Filho de Laertes, progênie de Zeus, engenhoso Odisseu, susta, cessa o combate duma guerra funesta para ambos os lados, se não queres que Zeus, filho de Cronos, de voz longe ouvida, se agaste comigo.

Assim falou Atenas. Ele obedeceu, alegrando-se no seu coração, e Palas Atena, filha de Zeus, senhor de Égide, soube o aspecto de mentor no corpo e na voz asselou entre ambas as partes um juramento de paz para o futuro.”